# 어도비 사운드부스
어도비 사운드부스(Adobe Soundbooth)는 어도비 시스템즈가 맥 OS X, 윈도우 비스타, 7용으로 개발한 디지털 오디오 편집기이다. 어도비는 사운드에딧 16과 쿨 에딧 2000의 넋을 살렸다고 기술하였다. 어도비는 윈도용 어도비 오디션이라는 더 강력한 프로그램도 소유하고 있는데 어도비 오디션을 2011년에 어도비 크리에이티브 제품군 5.5 프로덕션 프리미엄에 포함하면서 2011년에 사운드부스의 공급이 중단되었다. 어도비 오디션과 달리 어도비 사운드부스는 어도비 오디션의 완전한 기능이 필요하지 않는 단순 편집 프로그램이 필요한 사람들을 위한 것이다.
인텔 특유의 코드 때문에 어도비는 맥 OS X 버전의 어도비 사운드부스는 인텔 프로세서를 사용하는 컴퓨터에서만 사용할 수 있을 것이라 언급하였다. 사운드부스 CS4는 공식적으로 64 비트를 지원하는 최초의 버전이 되었다.

## 개발 중단
어도비는 자사의 웹사이트에 다음과 같이 밝혔다:
"어도비 사운드부스 오디오 소프트웨어의 판매는 2011년 4월 24일에 중단할 것입니다. 어도비 워크플로와 통합하는 전문가용 오디오 도구 모음이 필요하다는 고객의 요청에 따라 어도비 오디션 CS5.5는 어도비 크리에이티브 제품군 5.5 프로덕션 프리미엄 소프트웨어의 사운드부스를 대체합니다. 이러한 결정은 어도비 계열의 오디오 솔루션의 최고의 기능들을 단일 크로스 플랫폼 패키지로 가져오면서, 후반 작업 워크플로의 고성능 오디오의 요구에 초점을 맞추게 될 것입니다."

## 같이 보기
- 어도비 오디션

## 참고 문헌
- Lawson, "Announcing Soundbooth CS4: Now in Web Premium and Production Premium CS4." Inside Sound 23 September 2008 8 Oct 2008 <https://web.archive.org/web/20081024120642/http://blogs.adobe.com/insidesound/>.
- "Which Audio Tool is Right For Me?." Adobe SoundBooth CS 4 8 Oct 2008 <http://www.adobe.com/products/soundbooth/compare/>.